# Sean Rainbird
Sean Rainbird (* 1959 in Hongkong) ist ein englischer Kunsthistoriker. Er leitete von 2006 bis 2012 die Staatsgalerie Stuttgart und anschließend bis 2022 die National Gallery of Ireland in Dublin.

## Leben und Wirken
Sean Rainbird studierte Kunstgeschichte und Deutsch am University College London, an der Universität Freiburg und an der Freien Universität Berlin. 1996 erwarb er ein Klavierlehrerdiplom und 2001 ein Diplom der Kingston University im Fach Verwaltungsmanagement. Rainbird unterrichtete Kunstgeschichte am University College in London, bevor er 1987 seine Tätigkeit als Kurator für die Tate Gallery in London aufnahm. Dort beschäftigte er sich schwerpunktmäßig mit der deutschen Kunst des frühen 20. Jahrhunderts sowie mit zeitgenössischer britischer und internationaler Kunst. Ab 1990 organisierte er zahlreiche Ausstellungen, z. B. zu Wassily Kandinsky, Max Beckmann, Joseph Beuys, Gerhard Richter und Per Kirkeby. Rainbird sorgte für den Ankauf bedeutender Werke von Künstlern wie etwa Jeff Wall, Bill Viola, Rachel Whiteread, Thomas Struth und Georg Baselitz. In seinen Aufgabenbereich als Kurator der Tate Gallery fiel außerdem die Ausrichtung der jährlichen Ausstellung des jeweiligen Gewinners des Turner-Preises, der zuvor von einer namhaften, international besetzten Jury bestimmt worden war.

### Direktor der Staatsgalerie Stuttgart
Im Juni 2005 gab der baden-württembergische Ministerpräsident Günther Oettinger bekannt, dass Sean Rainbird als Nachfolger von Christian von Holst (* 1941) die Leitung der Staatsgalerie Stuttgart übernehmen werde. Rainbird trat sein Amt am 1. November 2006 an.
Rainbird sah sich bei seinem Amtsantritt mit zahlreichen Aufgaben konfrontiert, die die Kapazitäten für die Museumsarbeit einschränkten: Die Sanierung des Erdgeschosses der Alten Staatsgalerie, die von 2006 bis Ende 2008 andauerte, der wirtschaftliche Wandel der Staatsgalerie in einen Landesbetrieb und der Umgang mit einem über einen längeren Zeitraum entwickelten Überhang an ungenehmigten Stellen. Gleichwohl konnte Rainbird bereits 2006 bei seinem Amtsantritt über ein Startkapital von knapp 1,6 Millionen Euro verfügen, welches noch sein Vorgänger Christian von Holst mit seiner sehr publikumswirksamen Monet-Ausstellung an Mehreinnahmen für die Staatsgalerie erwirtschaftet hatte.
Im Zusammenhang mit deutlich gesunkenen Besucherzahlen schlug Rainbird im Januar 2008 den kostenlosen Eintritt zu den Sammlungen der Staatsgalerie Stuttgart vor. Mit Unterstützung von Sponsoren konnte nach der Wiedereröffnung der Alten Staatsgalerie im Dezember 2008 der freie Eintritt in die Sammlung des Museums für ein halbes Jahr umgesetzt werden. Dadurch wurden die Besucherzahlen in der Sammlung für diesen Zeitraum verdreifacht.
Rainbirds Konzept, sich zunächst auf die Neuordnung der ständigen Ausstellung zu konzentrieren, führte zu kontroversen Stellungnahmen des deutschen Feuilletons.
Vom „Verfall einer Attraktion“ und vom „Stuttgarter Schüttelprinzip“ wurde ebenso geschrieben wie über eine „Neue Übersicht, neue Sicht“. Allzu spärliche Ausstellungsideen ließen aber die Kunstszene in Stuttgart gegenüber Städten wie Frankfurt und München immer mehr ins Hintertreffen geraten.
Seit seinem Amtsantritt wurden zahlreiche Ausstellungsprojekte aus Sammlungsbeständen realisiert, wie 2011 Kollwitz – Beckmann – Dix – Grosz. Kriegszeit und Offenes Depot 01 – The Empty Plan.
Eduard Beaucamp würdigte die Arbeit Rainbirds in der Frankfurter Allgemeinen Zeitung vom 6. Mai 2011: „Ein besonderer Glücksfall ist Sean Rainbird, der englische Direktor der Staatsgalerie in Stuttgart, der sensibel, eindringlich und mit einer historischen Dimension mit der Sammlung arbeitet und aus ihr heraus große Ausstellungen entwickelt.“

### Direktor der National Gallery of Ireland
Im April 2012 verließ Rainbird Stuttgart und wechselte zur National Gallery of Ireland in Dublin. Dort stand Rainbirds Amtsantritt bereits von Beginn an unter keinem guten Stern: Am 29. Juni 2012 kam ein Gemälde Claude Monets infolge eines Vorfalls mit einem Besucher zu erheblichem Schaden. Wegen irregulärer Honorarzahlungen, die der irischen Öffentlichkeit im November 2013 bekannt wurden, geriet Rainbird als Direktor der National Gallery erneut in die Schlagzeilen der Presse. Gemeinsam mit der Vorsitzenden des Aufsichtsrates der National Gallery (Chair of the Board of Governors & Guardians), Dr. Olive Braiden, hatte sich Sean Rainbird vor einer Prüfungskammer der staatlichen Finanzaufsicht (Committee of Public Accounts) einzufinden und persönlich zu verantworten.